# Scout X-4

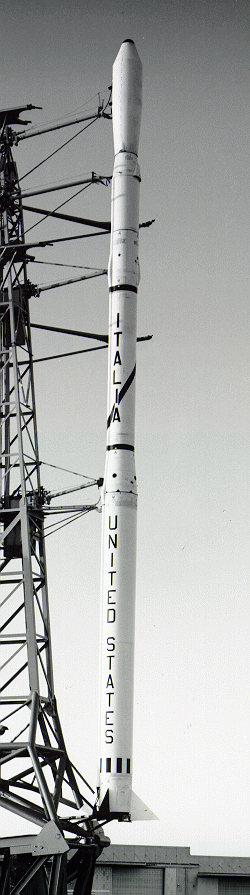
Um Scout X-4.

O Scout X-4, foi, ao mesmo tempo, um foguete de sondagem e também um veículo de lançamento descartável.
Composto de quatro estágios, foi lançado treze vezes entre 1963 e 1965. Foi mais um membro da família de foguetes Scout.
Admitia cargas úteis de até 103 kg.
Houve uma variante chamada Scout X-4A, com apenas três lançamentos entre 1964 e 1968.